# HD 110678
HD 110678，又名BD+61 1312，SAO 15877、HR 4840，是一颗恒星，视星等为6.38，位于銀經124.73，銀緯55.94，其B1900.0坐标为赤經12h 38m 41s，赤緯+61° 55.94′ 10″。